# هجوم العمالقة 2 (لعبة فيديو)
هجوم العمالقة 2 (بالإنجليزية: Attack on Titan 2)‏ (باليابانية: 進撃の巨人 2)، هي لعبة فيديو من نوع أكشن وتقطيع وذبح، تمّ إصدار اللعبة يوم 15 مارس 2018 باليابان و20 من نفس الشهر لكل دول العالم، وهي الجزء الثاني من سلسلة ألعاب سلسلة مانغا هجوم العمالقة.

## الموقع الخارجي
الموقع الرسمي بالانكليزى